# Moody Currier
Moody Currier, född 22 april 1806 i Boscawen i New Hampshire, död 23 augusti 1898 i Manchester i New Hampshire, var en amerikansk politiker (republikan). Han var New Hampshires guvernör 1885–1887.
Currier efterträdde 1885 Samuel W. Hale som guvernör och efterträddes 1887 av Charles H. Sawyer.